# Wonderful Life
Wonderful Life é uma canção da dupla britanica de synthpop Hurts, presente em seu álbum de estreia Happiness. Foi lançada como single de estreia na Dinamarca em 3 de maio de 2010, e foi lançado como segundo single no Reino Unido em 22 de agosto de 2010. A canção alcançou a posição de número dois na Alemanha, e entrou no top 10 nas paradas da Dinamarca, Suíça, Áustria, e também na Bélgica.

## Antecedentes
Em entrevista ao site de entretenimento Digital Spy, o vocalista principal Theo Hutchcraf disse sobre a canção: "É basicamente com base em dois extremos: sendo o primeiro um homem que quer se matar e o segundo, um amor à primeira vista. Ele está de pé sobre a ponte prestes a saltar e ele é interrompido por uma mulher. Eles se vêem e se apaixonam. Ela basicamente diz, 'Venha comigo, tudo vai ficar bem'. A canção apenas mostra um momento da vida de alguém, então não sabemos o que acontece no fim de tudo."

## Recepção da crítica
Digital Spy deu a canção cinco de cinco estrelas, escrevendo: "Nos sintetizadores mostrados, o vocalista Theo Hutchcraft conta a história de um homem suicida, prestes a pular da ponte do Severn, mas é salvo pelo seu grande amor. O resto, francamente, fala por si. Vídeo clássico? Confere. Ótimos vocais? Também confere. Repartição instrumental épica de dois terços do caminho? Sério, está tudo nessa canção. O revisor do The Guardian, Paul Lester escreveu: "'Wonderful Life' é um ótimo agudo de um passado clássico. Se fechar os olhos você é transportado de volta a 1987, com a produção de melodias primárias." Fraser McAlpine do Chart Blog da BBC deu a canção quatro de cinco estrelas e descreveu-a como uma canção triste com "letra amargamente otimista". Brent DiCrescenzo do Time Out Chicago deu a "Wonderful Life" quatro de cinco estrelas, e chamou-lhe de "imaculadamente uma canção pop melodramático". Sarah Walters do City Life deu para à canção três de cinco estrelas. Ela sentiu que a canção era "um produto da década de 1980" e escreveu: "Existem inúmeras influências aqui: o synth sentimental do Pet Shop Boys ou Fiction Factory, o mais experiente da pista de dança The Beloved, o arco emocional lírico China Crisis ou os traços de saxofone usado por Spandau Ballet e Black." (Coincidentemente, Black também tem one-hit wonder com uma canção do mesmo título). Altsounds.com deu à canção uma crítica favorável, indicando que "Não é de modo algum inovador, mas é um bom exemplo de música pop bem feito. Claro que as letras não são das melhores [...] mas o refrão é bom e o mesmo fica em seu cérebro por algumas horas depois de ter acabado de escutá-la."

## Faixas
| - Download digital dinamarquês 1. "Wonderful Life" – 4:14 - CD Single do Reino Unido 1. "Wonderful Life" – 4:16 2. "Affair" – 6:26 - Download digital britânico 1. "Wonderful Life" (Radio Edit) – 3:34 2. "Wonderful Life" (Mantronix Remix) – 5:11 3. "Wonderful Life" (Arthur Baker Remix) – 6:43 4. "Wonderful Life" (Freemasons Remix Radio Edit) – 3:23 5. "Wonderful Life" (Freemasons Extended Mix) – 8:28 - 7" vinil do Reino Unido 1. "Wonderful Life" – 4:16 2. "Wonderful Life" (Mantronix Remix) – 5:11 | - 12" picture vinil do Reino Unido 1. "Wonderful Life" (Arthur Baker Remix) – 6:43 2. "Wonderful Life" (Arthur Baker Remix Instrumental) - Download digital alemão 1. "Wonderful Life" – 4:16 2. "Wonderful Life" (Arthur Baker Remix) – 6:43 3. "Wonderful Life" (Lexy Remix) – 7:22 4. "Wonderful Life" (Mantronix Remix) – 5:11 - CD Single alemão 1. "Wonderful Life" – 4:14 2. "Wonderful Life" (Arthur Baker Remix) – 6:43 |

## Créditos
A seguir, pessoas que contribuíram para "Wonderful Life":
- Hurts – letras, mésica e produção
- Joseph Cross – música e produção
- Jonas Quant – produção adicional
- Spike Stent – mixagem
- George Marino – masterização

## Desempenho e certificações
| País/Parada (2010)                        | Melhor posição |
| ----------------------------------------- | -------------- |
| Alemanha (Media Control Charts)           | 2              |
| Áustria (Ö3 Austria Top 40)               | 6              |
| Bélgica (Ultratop 50 Flandres)            | 27             |
| Bélgica (Ultratop 40 Valónia)             | 8              |
| Dinamarca (Tracklisten)                   | 8              |
| Europa Hot 100 Singles                    | 10             |
| Finlândia (Mitä hittiä)                   | 15             |
| Holanda (MegaCharts)                      | 83             |
| Hungria (MAHASZ)                          | 4              |
| Irlanda (IRMA)                            | 2              |
| Polônia (ZPAV)                            | 1              |
| Reino Unido (The Official Charts Company) | 21             |
| Chéquia (IFPI)                            | 15             |
| Suécia (Sverigetopplistan)                | 30             |
| Suíça (Schweizer Hitparade)               | 4              |

| Parada (2010)                   | Posição |
| ------------------------------- | ------- |
| Alemanha (Media Control Charts) | 8       |
| Áustria (Ö3 Austria Top 40)     | 29      |
| Europa Hot 100 Singles          | 50      |
| Hungria (MAHASZ)                | 71      |
| Suíça (Schweizer Hitparade)     | 31      |
| Rússia (Love Radio Top-100)     | 14      |

| País     | Certificações (limiares de vendas) |
| -------- | ---------------------------------- |
| Alemanha | Platina                            |
| Áustria  | Ouro                               |

## Histórico de lançamento
| País        | Data                 | Formato          |
| ----------- | -------------------- | ---------------- |
| Dinamarca   | 3 de maio de 2010    | Download digital |
| Alemanha    | 30 de julho de 2010  | Download digital |
| Alemanha    | 6 de agosto de 2010  | CD single        |
| Reino Unido | 22 de agosto de 2010 | Download digital |
| Reino Unido | 23 de agosto de 2010 | CD single        |